# Эчеберрия, Луис Мария
Луи́с Мари́я Эчеберри́я Игартуа (исп. Luis María Etxeberria Igartua; 24 марта 1940, Эрандио — 19 октября 2016, Лас-Аренас) — испанский футболист, выступал на позиции защитника. Известен по выступлениям за клуб «Атлетик Бильбао». Чемпион Европы.

## Биография
Воспитанник клуба «Гечо». В 1961 году он оказался в «Атлетике» из Бильбао, где быстро стал игроком основы. За 11 сезонов сыграл за клуб 257 матчей и стал обладателем Кубка Испании.
Уйдя в 1972 году из «Атлетика», провёл 9 матчей за «Баракальдо», после чего завершил карьеру.
На его счету 4 матча за сборную Испании. Выступал на неудачном для испанцев чемпионате мира 1962 года. Вошёл в заявку на чемпионат Европы 1964 года, который его сборная выиграла, но на поле ни разу не появился.

## Достижения
«Атлетик Бильбао»
- Обладатель Кубка Испании: 1969

Сборная Испании
- Чемпион Европы: 1964